# Nationella Stiftelsen
Nationella Stiftelsen (NS), numera Hästnäringens Nationella Stiftelse (HNS), är en koncern bildad 1992 som Nationella stiftelsen för hästhållningens främjande med syfte att ”främja hästhållningen i Sverige med särskild tonvikt på utbildning samt avel/uppfödning”.
NS tog senare över ATG:s roll beträffande de ekonomiska medel, som härrör från totalisatorspel.